# Рахимов, Хасанбой Ахмаджонович
Хасанбой Ахмаджонович Рахимов (узб. Hasanboy Ahmajonovich Rahimov; род. 7 января 1998) — узбекский борец вольного стиля.

## Биография
Борьбой начал заниматься в 2013 году. Впервые принял участие в международных соревнованиях по борьбе в 2015 году. На Азиатском чемпионате среди кадетов стал третьим в весовой категории до 100 кг.
В 2017 году стал чемпионом Азии среди юниоров. В 2018 году бронзовый призёр чемпионата мира среди юниоров.
В 2019 году, в весовой категории до 125 кг, на чемпионате Азии, который проходил в Китае стал пятым.
На предолимпийском чемпионате планеты в Казахстане в 2019 году, в весовой категории до 125 кг, узбекистанский спортсмен завоевал бронзовую медаль, впервые в карьере и обеспечил свой национальный олимпийский комитет олимпийской лицензией в Токио.
После чемпионата стало известно, что три борца вольного стиля, в числе которых был и Хасанбой Рахманов, были дисквалифицированы за нарушение антидопинговых правил. Олимпийская лицензия Узбекистана была передана Республике Косово.